# Slowaaks voetbalelftal (mannen)
Het Slowaaks voetbalelftal (Slowaaks: Slovenské národné futbalové mužstvo) is een team van voetballers dat Slowakije vertegenwoordigt in internationale wedstrijden en competities, zoals het WK en het EK. Voordat Slowakije in 1993 opnieuw zelfstandig werd, maakte het deel uit van Tsjecho-Slowakije, en was er een Tsjecho-Slowaaks voetbalelftal. Van 1939 tot en met 1943 speelde Slowakije in totaal zestien interlands als onafhankelijke natie.

## Deelnames aan internationale toernooien

### Wereldkampioenschap
| Wereldkampioenschap voetbal | Wereldkampioenschap voetbal | Wereldkampioenschap voetbal | Wereldkampioenschap voetbal | Wereldkampioenschap voetbal | Wereldkampioenschap voetbal | Wereldkampioenschap voetbal | Wereldkampioenschap voetbal | Wereldkampioenschap voetbal |
| Jaar                        | Ronde                       | Wed.                        | W                           | G                           | V                           | DV                          | DT                          | Kwal                        |
| --------------------------- | --------------------------- | --------------------------- | --------------------------- | --------------------------- | --------------------------- | --------------------------- | --------------------------- | --------------------------- |
| 1930–1990                   | Bij Tsjecho-Slowakije       | Bij Tsjecho-Slowakije       | Bij Tsjecho-Slowakije       | Bij Tsjecho-Slowakije       | Bij Tsjecho-Slowakije       | Bij Tsjecho-Slowakije       | Bij Tsjecho-Slowakije       | Bij Tsjecho-Slowakije       |
| 1994                        | Geen deelname               | Geen deelname               | Geen deelname               | Geen deelname               | Geen deelname               | Geen deelname               | Geen deelname               | Geen deelname               |
| 1998                        | Niet gekwalificeerd         | Niet gekwalificeerd         | Niet gekwalificeerd         | Niet gekwalificeerd         | Niet gekwalificeerd         | Niet gekwalificeerd         | Niet gekwalificeerd         | Niet gekwalificeerd         |
| 2002                        | Niet gekwalificeerd         | Niet gekwalificeerd         | Niet gekwalificeerd         | Niet gekwalificeerd         | Niet gekwalificeerd         | Niet gekwalificeerd         | Niet gekwalificeerd         | Niet gekwalificeerd         |
| 2006                        | Niet gekwalificeerd         | Niet gekwalificeerd         | Niet gekwalificeerd         | Niet gekwalificeerd         | Niet gekwalificeerd         | Niet gekwalificeerd         | Niet gekwalificeerd         | Niet gekwalificeerd         |
| 2010                        | Achtste finale              | 4                           | 1                           | 1                           | 2                           | 5                           | 7                           | (Kwal.)                     |
| 2014                        | Niet gekwalificeerd         | Niet gekwalificeerd         | Niet gekwalificeerd         | Niet gekwalificeerd         | Niet gekwalificeerd         | Niet gekwalificeerd         | Niet gekwalificeerd         | Niet gekwalificeerd         |
| 2018                        | Niet gekwalificeerd         | Niet gekwalificeerd         | Niet gekwalificeerd         | Niet gekwalificeerd         | Niet gekwalificeerd         | Niet gekwalificeerd         | Niet gekwalificeerd         | Niet gekwalificeerd         |
| 2022                        | Niet gekwalificeerd         | Niet gekwalificeerd         | Niet gekwalificeerd         | Niet gekwalificeerd         | Niet gekwalificeerd         | Niet gekwalificeerd         | Niet gekwalificeerd         | Niet gekwalificeerd         |

### Europees kampioenschap
| Europees kampioenschap voetbal | Europees kampioenschap voetbal | Europees kampioenschap voetbal | Europees kampioenschap voetbal | Europees kampioenschap voetbal | Europees kampioenschap voetbal | Europees kampioenschap voetbal | Europees kampioenschap voetbal | Europees kampioenschap voetbal |
| Jaar                           | Ronde                          | Wed.                           | W                              | G                              | V                              | DV                             | DT                             | Kwal                           |
| ------------------------------ | ------------------------------ | ------------------------------ | ------------------------------ | ------------------------------ | ------------------------------ | ------------------------------ | ------------------------------ | ------------------------------ |
| 1960–1992                      | Bij Tsjecho-Slowakije          | Bij Tsjecho-Slowakije          | Bij Tsjecho-Slowakije          | Bij Tsjecho-Slowakije          | Bij Tsjecho-Slowakije          | Bij Tsjecho-Slowakije          | Bij Tsjecho-Slowakije          | Bij Tsjecho-Slowakije          |
| 1996                           | Niet gekwalificeerd            | Niet gekwalificeerd            | Niet gekwalificeerd            | Niet gekwalificeerd            | Niet gekwalificeerd            | Niet gekwalificeerd            | Niet gekwalificeerd            | Niet gekwalificeerd            |
| 2000                           | Niet gekwalificeerd            | Niet gekwalificeerd            | Niet gekwalificeerd            | Niet gekwalificeerd            | Niet gekwalificeerd            | Niet gekwalificeerd            | Niet gekwalificeerd            | Niet gekwalificeerd            |
| 2004                           | Niet gekwalificeerd            | Niet gekwalificeerd            | Niet gekwalificeerd            | Niet gekwalificeerd            | Niet gekwalificeerd            | Niet gekwalificeerd            | Niet gekwalificeerd            | Niet gekwalificeerd            |
| 2008                           | Niet gekwalificeerd            | Niet gekwalificeerd            | Niet gekwalificeerd            | Niet gekwalificeerd            | Niet gekwalificeerd            | Niet gekwalificeerd            | Niet gekwalificeerd            | Niet gekwalificeerd            |
| 2012                           | Niet gekwalificeerd            | Niet gekwalificeerd            | Niet gekwalificeerd            | Niet gekwalificeerd            | Niet gekwalificeerd            | Niet gekwalificeerd            | Niet gekwalificeerd            | Niet gekwalificeerd            |
| 2016                           | Achtste finale                 | 4                              | 1                              | 1                              | 2                              | 3                              | 6                              | (Kwal.)                        |
| 2020                           | Groepsfase                     | 3                              | 1                              | 0                              | 2                              | 2                              | 7                              | (Kwal.)                        |
| 2024                           | Achtste finale                 | 4                              | 1                              | 2                              | 1                              | 4                              | 5                              | (Kwal.)                        |
| Totaal                         | 3/8                            | 11                             | 3                              | 3                              | 5                              | 9                              | 18                             |                                |

### UEFA Nations League
| 2018–19 | B | 21e | 4 | 1 | 0 | 3 | 5 | 5  | Stabiel |
| 2020–21 | B | 30e | 6 | 1 | 1 | 4 | 5 | 10 | Gedaald |
| 2022–23 | C | 43e | 6 | 2 | 1 | 3 | 5 | 6  | Stabiel |

## Vriendschappelijke interlands
Slowakije speelde begin jaren negentig drie officieuze en vriendschappelijke interlands voordat het land officieel onafhankelijk werd verklaard en (dus) werd erkend door de FIFA. De eerste van die drie duels was op 14 oktober 1992 in Vilnius, waar gastland Litouwen met 1–0 werd verslagen door een doelpunt van Július Šimon. Nadien volgde nog een thuisduel tegen datzelfde Litouwen (2–2), op 30 maart 1993, en een thuiswedstrijd tegen Slovenië op 16 november 1993, dat met 2–0 werd gewonnen door treffers van Ľubomír Faktor en Ľubomír Luhový.
De eerste officiële oefeninterland speelde Slowakije op 2 februari 1994 in Sharjah tegen de Verenigde Arabische Emiraten (0–1) onder leiding van bondscoach Jozef Vengloš. Het enige doelpunt in die wedstrijd werd na 47 minuten gemaakt door een van zijn latere opvolgers, Vladimír Weiss. In hetzelfde vierlandentoernooi verloor de ploeg vervolgens van Egypte (1–0) en Marokko (2–1).

## FIFA-wereldranglijst[2]
| 1993 | 1994 | 1995 | 1996 | 1997 | 1998 | 1999 | 2000 | 2001 | 2002 | 2003 | 2004 | 2005 | 2006 | 2007 | 2008 | 2009 | 2010 | 2011 | 2012 | 2013 | 2014 | 2015 | 2016 | 2017 | 2018 | 2019 | 2020 | 2021 | 2022 | 2023 | 2024 |
| ---- | ---- | ---- | ---- | ---- | ---- | ---- | ---- | ---- | ---- | ---- | ---- | ---- | ---- | ---- | ---- | ---- | ---- | ---- | ---- | ---- | ---- | ---- | ---- | ---- | ---- | ---- | ---- | ---- | ---- | ---- | ---- |
| 150  | 43   | 35   | 30   | 34   | 32   | 21   | 24   | 47   | 55   | 50   | 53   | 45   | 37   | 53   | 44   | 33   | 20   | 40   | 47   | 60   | 21   | 26   | 25   | 28   | 27   | 32   | 33   | 42   | 54   | 45   | 41   |

## Bondscoaches
- Bijgewerkt tot en met de EK-kwalificatiewedstrijd tegen  Bosnië en Herzegovina (2-1) op 19 november 2023.

| Naam              | Van              | Tot              | D  | W  | G  | V  |
| ----------------- | ---------------- | ---------------- | -- | -- | -- | -- |
| Jozef Vengloš     | 6 april 1993     | 15 juni 1995     | 16 | 5  | 4  | 7  |
| Jozef Jankech     | 7 juli 1995      | 23 oktober 1998  | 34 | 18 | 6  | 10 |
| Dušan Radolský    | 23 oktober 1998  | 10 november 1998 | 1  | 0  | 0  | 1  |
| Jozef Adamec      | 26 februari 1999 | 30 november 2001 | 34 | 13 | 11 | 10 |
| Ladislav Jurkemik | 1 januari 2002   | 31 december 2003 | 19 | 6  | 5  | 8  |
| Dušan Galis       | 1 januari 2004   | 7 september 2006 | 31 | 12 | 12 | 7  |
| Ján Kocian        | 2 november 2006  | 25 juni 2008     | 17 | 3  | 5  | 9  |
| Vladimír Weiss    | 1 juli 2008      | 30 januari 2012  | 40 | 16 | 8  | 16 |
| Michal Hipp       | 29 februari 2012 | 7 juni 2013      | 13 | 4  | 4  | 5  |
| Jan Kozák         | 14 augustus 2013 | 14 oktober 2018  | 56 | 29 | 10 | 17 |
| Pavel Hapal       | 22 oktober 2018  | 16 oktober 2020  | 16 | 6  | 4  | 6  |
| Oto Brunegraf     | 13 oktober 2020  | 15 oktober 2020  | 1  | 0  | 0  | 1  |
| Stefan Tarkovic   | 20 oktober 2020  | 7 juni 2022      | 23 | 8  | 8  | 7  |
| Samuel Slovak     | 8 juni 2022      | 9 juli 2022      | 2  | 1  | 0  | 1  |
| Francesco Calzona | 9 juli 2022      | heden            | 14 | 7  | 4  | 3  |

## Huidige selectie
De volgende spelers behoren tot de voorselectie voor het EK 2024.
Interlands en doelpunten bijgewerkt tot en met de wedstrijd tegen  Noorwegen op 26 maart 2024.
| Nr.         | Naam              | Wed. | Dlpnt. | Club                   |
| ----------- | ----------------- | ---- | ------ | ---------------------- |
| Doel        |                   |      |        |                        |
|             | Martin Dúbravka   | 41   | 0      | Newcastle United       |
|             | Marek Rodák       | 21   | 0      | Fulham                 |
|             | Henrich Ravas     | 0    | 0      | New England Revolution |
|             | Dominik Takáč     | 0    | 0      | Spartak Trnava         |
| Verdediging |                   |      |        |                        |
|             | Peter Pekarík     | 124  | 2      | Hertha BSC             |
|             | Milan Škriniar    | 66   | 3      | Paris Saint-Germain    |
|             | Norbert Gyömbér   | 36   | 0      | Salernitana            |
|             | Dávid Hancko      | 35   | 4      | Feyenoord              |
|             | Denis Vavro       | 19   | 2      | FC Kopenhagen          |
|             | Vernon De Marco   | 7    | 1      | Hatta                  |
|             | Michal Tomič      | 3    | 0      | Slavia Praag           |
|             | Adam Obert        | 1    | 0      | Cagliari               |
|             | Matúš Kmeť        | 0    | 0      | AS Trenčín             |
|             | Sebastian Kóša    | 0    | 0      | Spartak Trnava         |
| Middenveld  |                   |      |        |                        |
|             | Juraj Kucka       | 104  | 13     | Slovan Bratislava      |
|             | Ondrej Duda       | 69   | 12     | Hellas Verona          |
|             | Patrik Hrošovský  | 53   | 0      | KRC Genk               |
|             | Stanislav Lobotka | 52   | 4      | Napoli                 |
|             | Matúš Bero        | 29   | 1      | VfL Bochum             |
|             | László Bénes      | 18   | 1      | Hamburger SV           |
|             | Jakub Kadák       | 1    | 0      | FC Luzern              |
|             | Dominik Hollý     | 0    | 0      | AS Trenčín             |
| Aanval      |                   |      |        |                        |
|             | Róbert Boženík    | 37   | 6      | Boavista               |
|             | Lukáš Haraslín    | 32   | 5      | Sparta Praag           |
|             | Tomáš Suslov      | 25   | 2      | Hellas Verona          |
|             | Ivan Schranz      | 21   | 3      | Slavia Praag           |
|             | David Strelec     | 17   | 2      | Slovan Bratislava      |
|             | Dávid Ďuriš       | 9    | 1      | Ascoli                 |
|             | Róbert Polievka   | 9    | 0      | Dukla Banská Bystrica  |
|             | Ľubomír Tupta     | 2    | 0      | Slovan Liberec         |
|             | Leo Sauer         | 1    | 0      | Feyenoord              |

## Statistieken
- Bijgewerkt tot en met de EK-kwalificatiewedstrijd tegen  Bosnië en Herzegovina (2-1) op 19 november 2023.

| Tegenstander                 | Wed. | W | G | V  | DV | DT | DS  |
| ---------------------------- | ---- | - | - | -- | -- | -- | --- |
| Algerije                     | 1    | 0 | 1 | 0  | 1  | 1  | 0   |
| Andorra                      | 2    | 2 | 0 | 0  | 2  | 0  | +2  |
| Armenië                      | 2    | 0 | 0 | 2  | 1  | 7  | –6  |
| Australië                    | 1    | 0 | 1 | 0  | 0  | 0  | 0   |
| Azerbeidzjan                 | 10   | 8 | 0 | 2  | 21 | 7  | +14 |
| België                       | 3    | 0 | 2 | 1  | 3  | 4  | –1  |
| Bolivia                      | 3    | 2 | 0 | 1  | 3  | 1  | +2  |
| Bosnië en Herzegovina        | 5    | 3 | 0 | 2  | 8  | 6  | +2  |
| Brazilië                     | 1    | 0 | 0 | 1  | 0  | 5  | –5  |
| Bulgarije                    | 8    | 4 | 2 | 2  | 11 | 6  | +5  |
| Chili                        | 3    | 1 | 1 | 1  | 3  | 2  | +1  |
| Colombia                     | 3    | 0 | 1 | 2  | 0  | 2  | –2  |
| Costa Rica                   | 3    | 1 | 1 | 1  | 5  | 6  | –1  |
| Cyprus                       | 6    | 4 | 1 | 1  | 16 | 6  | +10 |
| Denemarken                   | 3    | 2 | 0 | 1  | 7  | 3  | +4  |
| Duitsland                    | 12   | 3 | 0 | 9  | 12 | 26 | –14 |
| Egypte                       | 1    | 1 | 0 | 0  | 1  | 0  | +1  |
| Engeland                     | 6    | 0 | 1 | 5  | 3  | 11 | –8  |
| Estland                      | 2    | 2 | 0 | 0  | 3  | 1  | +3  |
| Faeröer                      | 2    | 2 | 0 | 0  | 5  | 1  | +4  |
| Finland                      | 4    | 3 | 1 | 0  | 6  | 1  | +5  |
| Frankrijk                    | 4    | 1 | 1 | 2  | 2  | 6  | –4  |
| Georgië                      | 2    | 1 | 0 | 1  | 3  | 3  | 0   |
| Gibraltar                    | 1    | 0 | 1 | 0  | 0  | 0  | 0   |
| Griekenland                  | 5    | 1 | 1 | 3  | 4  | 6  | –2  |
| Guatemala                    | 1    | 1 | 0 | 0  | 1  | 0  | +1  |
| Hongarije                    | 6    | 4 | 2 | 0  | 7  | 2  | +5  |
| Ierland                      | 6    | 0 | 5 | 1  | 5  | 6  | –1  |
| IJsland                      | 7    | 5 | 1 | 1  | 16 | 9  | +7  |
| Iran                         | 2    | 1 | 0 | 1  | 6  | 6  | 0   |
| Israël                       | 6    | 3 | 2 | 1  | 10 | 7  | +3  |
| Italië                       | 2    | 1 | 0 | 1  | 3  | 5  | –2  |
| Japan                        | 4    | 0 | 1 | 2  | 2  | 5  | –3  |
| Joegoslavië                  | 2    | 0 | 1 | 1  | 1  | 3  | –2  |
| Jordanië                     | 1    | 1 | 0 | 0  | 5  | 1  | +4  |
| Kameroen                     | 2    | 1 | 1 | 0  | 1  | 1  | +1  |
| Kazachstan                   | 2    | 0 | 0 | 2  | 3  | 7  | -4  |
| Kroatië                      | 17   | 2 | 4 | 11 | 20 | 43 | –23 |
| Letland                      | 6    | 3 | 3 | 0  | 12 | 6  | +6  |
| Liechtenstein                | 11   | 9 | 2 | 0  | 30 | 1  | +29 |
| Litouwen                     | 4    | 2 | 2 | 0  | 8  | 3  | +5  |
| Luxemburg                    | 7    | 5 | 1 | 1  | 16 | 5  | +11 |
| Malta                        | 10   | 8 | 2 | 0  | 29 | 5  | +24 |
| Marokko                      | 2    | 0 | 0 | 2  | 2  | 4  | –2  |
| Moldavië                     | 3    | 2 | 0 | 1  | 5  | 4  | +1  |
| Montenegro                   | 2    | 1 | 1 | 0  | 4  | 2  | +2  |
| Nederland                    | 3    | 0 | 1 | 2  | 2  | 5  | –3  |
| Nieuw-Zeeland                | 1    | 0 | 1 | 0  | 1  | 1  | 0   |
| Noord-Ierland                | 5    | 3 | 1 | 1  | 6  | 3  | +3  |
| Noord-Macedonië              | 8    | 6 | 2 | 0  | 16 | 3  | +13 |
| Noorwegen                    | 4    | 1 | 0 | 3  | 1  | 5  | –4  |
| Oeganda                      | 1    | 0 | 0 | 1  | 1  | 3  | –2  |
| Oekraïne                     | 8    | 2 | 3 | 3  | 10 | 9  | +1  |
| Oezbekistan                  | 1    | 1 | 0 | 0  | 4  | 1  | +3  |
| Oostenrijk                   | 5    | 1 | 3 | 1  | 3  | 4  | –1  |
| Paraguay                     | 2    | 0 | 1 | 1  | 1  | 3  | –2  |
| Peru                         | 1    | 0 | 0 | 1  | 1  | 2  | –1  |
| Polen                        | 9    | 5 | 1 | 3  | 14 | 14 | 0   |
| Portugal                     | 6    | 0 | 1 | 5  | 3  | 11 | –8  |
| Roemenië                     | 11   | 1 | 5 | 5  | 12 | 20 | –8  |
| Rusland                      | 11   | 4 | 3 | 4  | 10 | 10 | 0   |
| San Marino                   | 4    | 4 | 0 | 0  | 22 | 1  | +21 |
| Saoedi-Arabië                | 1    | 0 | 1 | 0  | 1  | 1  | 0   |
| Schotland                    | 4    | 2 | 0 | 2  | 4  | 3  | +1  |
| Servië en Montenegro         | 1    | 0 | 0 | 1  | 0  | 2  | –2  |
| Slovenië                     | 8    | 1 | 4 | 3  | 6  | 9  | –3  |
| Spanje                       | 7    | 1 | 1 | 5  | 6  | 20 | –14 |
| Thailand                     | 2    | 1 | 1 | 0  | 4  | 3  | +1  |
| Tsjechië                     | 14   | 3 | 2 | 9  | 12 | 29 | –17 |
| Turkije                      | 5    | 1 | 1 | 3  | 3  | 7  | –4  |
| Verenigde Arabische Emiraten | 3    | 2 | 0 | 1  | 4  | 2  | +1  |
| Verenigde Staten             | 1    | 1 | 0 | 0  | 1  | 0  | +1  |
| Wales                        | 5    | 1 | 1 | 3  | 9  | 10 | -2  |
| Wit-Rusland                  | 5    | 3 | 1 | 1  | 9  | 3  | +6  |
| Zweden                       | 7    | 0 | 3 | 4  | 2  | 12 | –10 |
| Zwitserland                  | 3    | 2 | 0 | 1  | 4  | 4  | 0   |
| Zuid-Korea                   | 1    | 0 | 1 | 0  | 0  | 0  | 0   |

Fortuna liga · 2. liga · 3. liga · Lagere voetbaldivisies · Slovenský pohár · Slovenský superpohár · Česko-slovenský Superpohár · SFZ · Nationaal voetbalelftal
 Albanië ·  Andorra ·  Armenië ·  Azerbeidzjan ·  België ·  Bosnië en Herzegovina ·  Bulgarije ·  Cyprus ·  Denemarken ·  Duitsland ·  Engeland ·  Estland ·  Faeröer ·  Finland ·  Frankrijk ·  Georgië ·  Gibraltar ·  Griekenland ·  Hongarije ·  Ierland ·  IJsland ·  Israël ·  Italië ·  Kazachstan ·  Kosovo ·  Kroatië ·  Letland ·  Liechtenstein ·  Litouwen ·  Luxemburg ·  Malta ·  Moldavië ·  Montenegro ·  Nederland ·  Noord-Ierland ·  Noord-Macedonië ·  Noorwegen ·  Oekraïne ·  Oostenrijk ·  Polen ·  Portugal ·  Roemenië ·  Rusland ·  San Marino ·  Schotland ·  Servië ·  Slovenië ·  Slowakije ·  Spanje ·  Tsjechië ·  Turkije ·  Wales ·  Wit-Rusland ·  Zweden ·  Zwitserland
 Bohemen ·  Bohemen en Moravië ·  Duitse Democratische Republiek ·  Ierland ·  Joegoslavië ·  Servië en Montenegro ·  Tsjecho-Slowakije ·  GOS ·  Saarland ·  Sovjet-Unie
SFZ · A-internationals · Bondscoaches · Statistieken · Slowaaks vrouwenelftal · Olympisch elftal · Slowakije U21 · Slowakije U20 · Slowakije U19 · Slowakije U18 · Slowakije U17 · Slowakije U16
1939 – 1944 · 1992 – 1999 · 2000 – 2009 · 2010 – 2019 · 2020 − 2029
EK's: 2016 · 2020 · 2024
WK's: 2010
OS: 2000
1939 · 1940 · 1941 · 1942 · 1943 · 1944 · 1945–1991 · 1992 · 1993 · 1994 · 1995 · 1996 · 1997 · 1998 · 1999 · 2000 · 2001 · 2002 · 2003 · 2004 · 2005 · 2006 · 2007 · 2008 · 2009 · 2010 · 2011 · 2012 · 2013 · 2014 · 2015 · 2016 · 2017 · 2018 · 2019 · 2020 · 2021
Algerije · 
Andorra · 
Argentinië ·
Armenië · 
Australië · 
Azerbeidzjan · 
België · 
Bolivia · 
Bosnië en Herzegovina · 
Brazilië · 
Bulgarije · 
Chili · 
Colombia · 
Costa Rica · 
Cyprus · 
Denemarken · 
Duitsland · 
Egypte · 
Engeland · 
Estland · 
Faeröer · 
 Finland · 
Frankrijk · 
Georgië · 
Gibraltar · 
Griekenland · 
Guatemala · 
Hongarije · 
Ierland · 
IJsland · 
Iran · 
Israël · 
Italië · 
Japan · 
Joegoslavië · 
Jordanië · 
Kameroen · 
Kazachstan ·
Koeweit ·
Kroatië · 
Letland · 
Libanon ·
Liechtenstein · 
Litouwen ·
Luxemburg · 
Malta · 
Marokko · 
Mexico ·
Moldavië · 
Montenegro ·
Nederland · 
Nieuw-Zeeland · 
Noord-Ierland ·
Noord-Macedonië ·
Noorwegen ·
Oeganda · 
Oekraïne · 
Oezbekistan · 
Oostenrijk · 
Paraguay · 
Peru · 
Polen · 
Portugal · 
Roemenië · 
Rusland · 
San Marino · 
Saoedi-Arabië · 
Schotland · 
Servië en Montenegro ·
Slovenië · 
Spanje · 
Thailand · 
Tsjechië · 
Turkije · 
Verenigde Arabische Emiraten · 
Verenigde Staten · 
Wales · 
Wit-Rusland · 
Zuid-Korea · 
Zweden · 
Zwitserland
Engeland (2016) ·
Nieuw-Zeeland (2010) · 
Polen (2021) · 
Rusland (2016) · 
Spanje (2021) · 
Wales (2016) · 
Zweden (2021)